# Congregatie van Bursfelde
De Congregatie van Bursfelde, ook wel de Unie van Bursfelde genoemd, was een unie van benedictijnse kloosters uit voornamelijk west- en midden-Duitsland, waarin zowel mannen als vrouwen werkten aan de hervorming van de benedictijnse praktijk. De congregatie dankt haar naam aan de abdij van Bursfelde (tegenwoordig gelegen in de gemeente Hann. Münden), een voormalig Benedictijns klooster uit het jaar 1093.

## Achtergrond
Tijdens de 15e eeuw had men in heel Europa een sterk verlangen naar monastieke en andere kerkelijke hervormingen. Een van de eerste benedictijnse hervormers was Johann Dederoth uit Northeim. Na opmerkelijke hervormingen te hebben doorgevoerd bij de abdij van Clus bij Bad Gandersheim, waar hij sinds 1430 abt was geweest, werd Dederoth door hertog Otto van Brunswijk in 1433 overtuigd om de uiterst verwaarloosde en vervallen abdij van Bursfelde te hervormen nadat de vorige abt dit had opgegeven. Als abt van Clus kon hij uit die gemeenschap recruteren voor Bursfelde. Dederoth slaagde boven verwachting in het herstel van Bursfelde, en begon daarna ook aan de hervorming van de abdij van Reinhausen bij Göttingen, maar stierf op 6 februari 1439 voordat zijn inspanningen daar vruchten konden afwerpen.

## De Congregatie van Bursfelde
Hoewel de door hem hervormde kloosters nooit verenigd zijn in een gemeente, kunnen de hervormingen van Dederoth misschien worden beschouwd als de basis van deze congregatie. Dederoth was van plan de hervormde benedictijnse kloosters in Noord-Duitsland te verenigen door een strengere uniformiteit van discipline, maar de uitvoering van zijn plan werd overgelaten aan zijn opvolger, Johann van Hagen.
Wellicht heeft ook de Moderne Devotie enige invloed op deze ontwikkelingen gehad; in ieder geval is rond 1431 Hendrik van Loder, een andere monnik en aanhanger van de Moderne Devotie, in de omgeving van Hildesheim en Goslar actief geweest.
In 1445 verkreeg Van Hagen toestemming van de Raad van Basel om de Canonieke liturgie te herstellen naar de oorspronkelijke vorm van het oude benedictijnse brevier en om liturgische en disciplinaire uniformiteit in de kloosters te introduceren die volgden op de hervorming van Bursfelde. Een jaar later, op 11 maart 1446, keurde de Franse  kardinaal Louis Aleman met autorisatie door de Raad van Basel de Congregatie van Bursfelde goed. De congregatie bestond toen uit zes abdijen: Bursfelde, Clus, Reinhausen ten zuidoosten van Göttingen, Cismar in Sleeswijk-Holstein, St. Jacob's in de buurt van Mainz, en Huysburg in Huy ten noorden van Halberstadt, dat in de buurt ligt van Magdeburg. De kardinaal verordonneerde eveneens dat de abt van Bursfelde altijd ambtshalve een van de drie presidenten van de congregatie zou moeten zijn, en dat hij de macht zou moeten hebben om jaarlijkse vergaderingen bijeen te roepen. De eerste jaarlijkse vergadering van de congregatie van Bursfelde werd bijeengeroepen in de abdij van St. Peter en Paul in 1446 in Erfurt.
De reformatie, en vooral de consequente opstanden van de boeren, o.a. de Duitse Boerenoorlog van 1524 in Duitsland, hebben de voortgang van de hervorming van Bursfelde sterk vertraagd. In 1579 werd Andreas Lüderitz, de laatste abt van Bursfelde, verdreven door de lutherse hertog Julius van Brunswijk. Na bijna vijfhonderd jaar te hebben bestaan, hield Bursfelde op een katholiek klooster te zijn. De bezittingen van de abdij werden geconfisqueerd en de abt werd vervangen door een aanhanger van Luther.
Ongeveer veertig andere benedictijner abdijen behorend tot de Congregatie van Bursfelde werden ook ontbonden. Hun bezittingen werden in beslag genomen door Lutherse vorsten en hun kerken werden gesloopt of aangepast voor protestants gebruik. Hoewel de congregatie sterk belemmerd werd in haar hervormingswerk, bleef ze bestaan tot de verplichte secularisatie van al haar kloosters aan het einde van de 18e en het begin van de 19e eeuw. De laatste president was Bernard Bierbaum, abt van de Werdense abdij. Deze stierf in 1798. In 1803 werd de congregatie formeel afgeschaft.